# David West
David Moorer West (Teaneck, 29 agosto 1980) è un ex cestista statunitense, professionista nella NBA.
Nel corso della carriera è stato selezionato due volte per l'NBA All-Star Game (2008 e 2009) e si è laureato 2 volte campione NBA (2016-2017 e 2017-2018) mentre militava nei Golden State Warriors.

## Carriera
Cresciuto nella Xavier University di Cincinnati, è stato scelto al Draft NBA del 2003 dai New Orleans Hornets. Dopo due stagioni interlocutorie le sue cifre crebbero notevolmente fino a renderlo titolare fisso negli Hornets ed una della ali grandi più forti della lega. Il 25 marzo 2011 nella sfida contro gli Utah Jazz si lesionò gravemente il crociato anteriore del ginocchio sinistro.
Il 28 giugno 2011 uscì dal suo contratto con gli Hornets che lasciò dopo 8 anni.
Il 14 dicembre 2011 firmò un biennale con gli Indiana Pacers.
Dopo aver rinnovato con la squadra nel 2013 per altri 2 anni, con opzione per il terzo, nel 2015 uscì dal contratto (come fece a New Orleans) per accasarsi ai San Antonio Spurs, con un contratto al minimo salariale, per vincere l'anello. Tuttavia West non riuscì a vincere in quanto i texani, dopo aver agevolmente superato i Memphis Grizzlies per 4-0, vennero eliminati per 4-2 al secondo turno dagli Oklahoma City Thunder.
Allora in estate non rifirmò con gli speroni e andò a giocare nei Golden State Warriors, usciti sconfitti nelle finali NBA contro i Cleveland Cavaliers, ma che in free agency oltre a West acquistarono il free agent migliore dell'estate Kevin Durant. I gialloblù arrivarono agevolmente alle NBA Finals sweepando in ordine Portland Trail Blazers, Utah Jazz e la sua ex-squadra San Antonio Spurs e West, seppur giocando pochi minuti a partita, vinse l'anello in cinque gare contro i Cleveland Cavaliers.

Il 30 agosto 2018, dopo 15 stagioni e più di 1 000 partite giocate in National Basketball Association, all'età di 38 anni ha annunciato il proprio ritiro dalla pallacanestro giocata.

## Statistiche
| † | Denota le stagioni in cui ha vinto il titolo |

### NCAA
| Anno      | Squadra           | PG  | PT  | MP   | TC%  | 3P%  | TL%  | RP   | AP  | PRP | SP  | PP   |
| --------- | ----------------- | --- | --- | ---- | ---- | ---- | ---- | ---- | --- | --- | --- | ---- |
| 1999-2000 | Xavier Musketeers | 33  | 33  | 29,4 | 53,2 | -    | 66,7 | 9,1  | 1,7 | 1,6 | 1,1 | 11,7 |
| 2000-2001 | Xavier Musketeers | 29  | 29  | 33,7 | 55,1 | 0,0  | 74,0 | 10,9 | 2,0 | 1,4 | 2,1 | 17,8 |
| 2001-2002 | Xavier Musketeers | 32  | 32  | 34,2 | 53,6 | 32,1 | 76,8 | 9,8  | 1,6 | 1,2 | 2,5 | 18,3 |
| 2002-2003 | Xavier Musketeers | 32  | 32  | 36,5 | 51,3 | 34,6 | 81,6 | 11,8 | 3,2 | 1,3 | 1,6 | 20,1 |
| Carriera  | Carriera          | 126 | 126 | 33,4 | 53,1 | 32,7 | 75,7 | 10,4 | 2,1 | 1,4 | 1,8 | 16,9 |

### NBA

#### Regular season
| Anno       | Squadra           | PG   | PT  | MP   | TC%  | 3P%  | TL%  | RP  | AP  | PRP | SP  | PP   |
| ---------- | ----------------- | ---- | --- | ---- | ---- | ---- | ---- | --- | --- | --- | --- | ---- |
| 2003-2004  | N.O. Hornets      | 71   | 1   | 13,1 | 47,4 | 0,0  | 71,3 | 4,2 | 0,8 | 0,4 | 0,4 | 3,8  |
| 2004-2005  | N.O. Hornets      | 30   | 8   | 18,4 | 43,6 | 40,0 | 68,0 | 4,3 | 0,8 | 0,4 | 0,5 | 6,2  |
| 2005-2006  | N.O. Hornets      | 74   | 74  | 34,1 | 51,2 | 27,3 | 84,3 | 7,4 | 1,2 | 0,8 | 0,9 | 17,1 |
| 2006-2007  | N.O. Hornets      | 52   | 52  | 36,5 | 47,6 | 32,0 | 82,4 | 8,2 | 2,2 | 0,8 | 0,7 | 18,3 |
| 2007-2008  | N.O. Hornets      | 76   | 76  | 37,8 | 48,2 | 24,0 | 85,0 | 8,9 | 2,3 | 0,8 | 1,3 | 20,6 |
| 2008-2009  | N.O. Hornets      | 76   | 76  | 39,2 | 47,2 | 24,0 | 88,4 | 8,5 | 2,3 | 0,6 | 0,9 | 21,0 |
| 2009-2010  | N.O. Hornets      | 81   | 81  | 36,4 | 50,5 | 25,9 | 86,5 | 7,5 | 3,0 | 0,9 | 0,7 | 19,0 |
| 2010-2011  | N.O. Hornets      | 70   | 70  | 35,0 | 50,8 | 22,2 | 80,7 | 7,6 | 2,3 | 1,0 | 0,9 | 18,9 |
| 2011-2012  | Indiana Pacers    | 66   | 66  | 29,2 | 48,7 | 22,2 | 80,7 | 6,6 | 2,1 | 0,8 | 0,7 | 12,8 |
| 2012-2013  | Indiana Pacers    | 73   | 73  | 33,4 | 49,8 | 21,1 | 76,8 | 7,7 | 2,9 | 1,0 | 0,9 | 17,1 |
| 2013-2014  | Indiana Pacers    | 80   | 80  | 30,9 | 48,8 | 26,7 | 78,9 | 6,8 | 2,8 | 0,8 | 0,9 | 14,0 |
| 2014-2015  | Indiana Pacers    | 66   | 66  | 28,7 | 47,1 | 20,0 | 73,9 | 6,8 | 3,4 | 0,7 | 0,7 | 11,7 |
| 2015-2016  | San Antonio Spurs | 78   | 19  | 18,0 | 54,5 | 42,9 | 78,8 | 4,0 | 1,8 | 0,6 | 0,7 | 7,1  |
| 2016-2017† | G.S. Warriors     | 68   | 0   | 12,6 | 53,6 | 37,5 | 76,8 | 3,0 | 2,2 | 0,6 | 0,7 | 4,6  |
| 2017-2018† | G.S. Warriors     | 73   | 0   | 13,7 | 57,1 | 37,5 | 75,9 | 3,3 | 1,9 | 0,6 | 1,0 | 6,8  |
| Carriera   | Carriera          | 1034 | 742 | 28,2 | 49,5 | 26,5 | 81,7 | 6,4 | 2,2 | 0,7 | 0,8 | 13,6 |
| All-Star   | All-Star          | 2    | 0   | 15,0 | 54,5 | -    | -    | 3,5 | 0,5 | 0,5 | 0,0 | 6,0  |

#### Play-off
| Anno     | Squadra           | PG  | PT | MP   | TC%  | 3P%  | TL%   | RP  | AP  | PRP | SP  | PP   |
| -------- | ----------------- | --- | -- | ---- | ---- | ---- | ----- | --- | --- | --- | --- | ---- |
| 2004     | N.O. Hornets      | 7   | 0  | 15,9 | 53,6 | -    | 84,6  | 4,3 | 1,1 | 0,3 | 0,6 | 5,9  |
| 2008     | N.O. Hornets      | 12  | 12 | 40,4 | 46,6 | 50,0 | 89,1  | 8,5 | 2,8 | 1,1 | 1,9 | 21,2 |
| 2009     | N.O. Hornets      | 5   | 5  | 35,6 | 40,0 | -    | 89,7  | 7,4 | 1,2 | 1,0 | 0,4 | 18,0 |
| 2012     | Indiana Pacers    | 11  | 11 | 37,8 | 44,6 | -    | 81,8  | 8,5 | 2,0 | 0,7 | 0,5 | 15,3 |
| 2013     | Indiana Pacers    | 19  | 19 | 36,3 | 46,2 | 0,0  | 76,6  | 7,6 | 2,1 | 0,7 | 0,8 | 15,9 |
| 2014     | Indiana Pacers    | 19  | 19 | 36,2 | 49,4 | 20,0 | 70,5  | 6,7 | 3,9 | 0,7 | 0,8 | 15,1 |
| 2016     | San Antonio Spurs | 10  | 0  | 17,6 | 45,5 | 50,0 | 55,6  | 3,7 | 1,3 | 0,6 | 0,7 | 5,8  |
| 2017†    | G.S. Warriors     | 17  | 0  | 13,0 | 57,6 | 50,0 | 77,8  | 2,7 | 2,1 | 0,4 | 0,8 | 4,5  |
| 2018†    | G.S. Warriors     | 18  | 0  | 9,7  | 60,0 | 50,0 | 100,0 | 2,1 | 1,8 | 0,3 | 0,6 | 3,3  |
| Carriera | Carriera          | 118 | 66 | 26,6 | 47,6 | 32,0 | 79,6  | 5,6 | 2,2 | 0,6 | 0,8 | 11,3 |

#### Massimi in carriera
- Massimo di punti: 44 vs Houston Rockets (29 dicembre 2009)[5]
- Massimo di rimbalzi: 20 vs Atlanta Hawks (9 marzo 2009)
- Massimo di assist: 10 (2 volte)
- Massimo di palle rubate: 5 (2 volte)
- Massimo di stoppate: 6 vs Atlanta Hawks (3 maggio 2014)
- Massimo di minuti giocati: 53 vs Phoenix Suns (6 febbraio 2008)

## Palmarès
- Campionato NBA: 2

Golden State Warriors: 2017, 2018
- NCAA AP Player of the Year (2003)
- NCAA AP All-America First Team (2003)
- NCAA AP All-America Second Team (2002)
- 2 volte NBA All-Star (2008, 2009)